# 酒場
酒場（さかば）とは、主にアルコール飲料を提供する飲食店の総称で、一般に「接待」を伴わない飲酒店のこと。日常的な表現では飲み屋ともいう。中世においては様々な立場、職業の人間が集まり、互いに情報を提供し、交流を深める社交場としての役割も果たしていた。

## 概要

### 酒場の種類
酒の種類、メニューや飲食形態、店の雰囲気などによって、居酒屋、パブ、バー、スナック、立ち飲み（角打）などに呼び分けられるが明確な区別はない。しかし、スナックには接待を伴う場合が多い。
異性が接待する飲酒店には、ラウンジ、クラブ、キャバクラ、キャバレー、ホストクラブ等があるが、これらは風適法で風俗営業の内の接待飲食等営業とされ、法律上区分されている。

### 酒造場
西日本の一部では酒造場（酒蔵・造り酒屋）の意味で呼ばれることがある。島根県西端部の益田市・津和野町、山口県、福岡県などで会社名に「酒場」が入っている酒造業者が存在する。また現在は酒造をやめているが、かつて酒造業であった酒屋にもその名残で店名に「酒場」が入る場合もある。

## 文化
- 歌謡曲 - 「哀愁酒場」、藤圭子の楽曲。
- 歌謡曲 - 「裏町酒場」、西田佐知子の楽曲。
- 歌謡曲 - 「裏町酒場」、美空ひばりの楽曲、上記とは同名異曲。
- 歌謡曲 - 「北酒場」、五木ひろしの楽曲。
- 歌謡曲 - 「北酒場」、細川たかしの楽曲。
- 歌謡曲 - 「酒場でDABADA」、沢田研二の楽曲。
- 歌謡曲 - 「酒場にて」、江利チエミの楽曲。
- 歌謡曲 - 「酒場の金魚」、香田晋の楽曲。
- 歌謡曲 - 「酒場のろくでなし」、山川豊の楽曲。
- 歌謡曲 - 「賑やかな酒場」、佐良直美の楽曲。
- 放送 - 吉田類の酒場放浪記、テレビ番組
- 放送 - おんな酒場放浪記、テレビ番組
- ウェブサイト - 酒場ナビ、ブログ